# Batalha do Estreito de Ormuz (1553)
A Batalha do Estreito de Ormuz foi travada em Agosto de 1553 entre uma frota otomana, comandada pelo almirante Murat Reis, contra uma frota portuguesa comandada por Dom Diogo de Noronha. Os turcos viram-se obrigados a recuar após um confronto com os portugueses.

## Contexto
Quando Piri Reis foi executado em finais de 1552, o sultão Sulmão, o Magnífico, substituiu-o por Murat Reis como "almirante da frota do Oceano Índico". A missão que lhe foi então confiada consistia em transferir 15 galés em Baçorá para o Suez, a fim de proteger o Mar Vermelho eficazmente firmemente contra as incursões portuguesas. Tal tarefa, no entanto, exigia navegar pelo Golfo Pérsico, vigiado de perto e fortemente defendido pelos portugueses a partir da sua base em Ormuz .
O ataque de Piri Reis contra Mascate e Ormuz no ano anterior desencadeara uma resposta de Goa, na forma de 30 galeões e caravelas, 70 navios a remo e 3.000 soldados comandados pelo vice-rei em pessoa, D. Afonso de Noronha. Estas forças acabaram por não ser necessárias mas, mesmo assim, reforços significativos foram destacados para ficar em Ormuz para protegê-la de possíveis ataques otomanos. O capitão português de Ormuz era então D. António de Noronha, ao passo que o capitão do mar de Ormuz era D. Diogo de Noronha. A D. Diogo juntou-se-lhe a frota de D. Pedro de Ataíde, que regressou naquele ano do bloqueio da boca do Mar Vermelho.
Em Maio de 1553, D. Diogo partiu para o mar para patrulhar as proximidades do Cabo Mussandão com sua força principal, ao passo que duas pequenas embarcações foram despachadas para vigiar o Shatt al-Arab e reportar quaisquer movimentos otomanos. As duas embarcações regressaram alguns meses depois com a informação de que Murat Reis havia partido de Baçorá com 16 embarcações rumo ao Estreito de Ormuz e chegaria em breve.

## A batalha

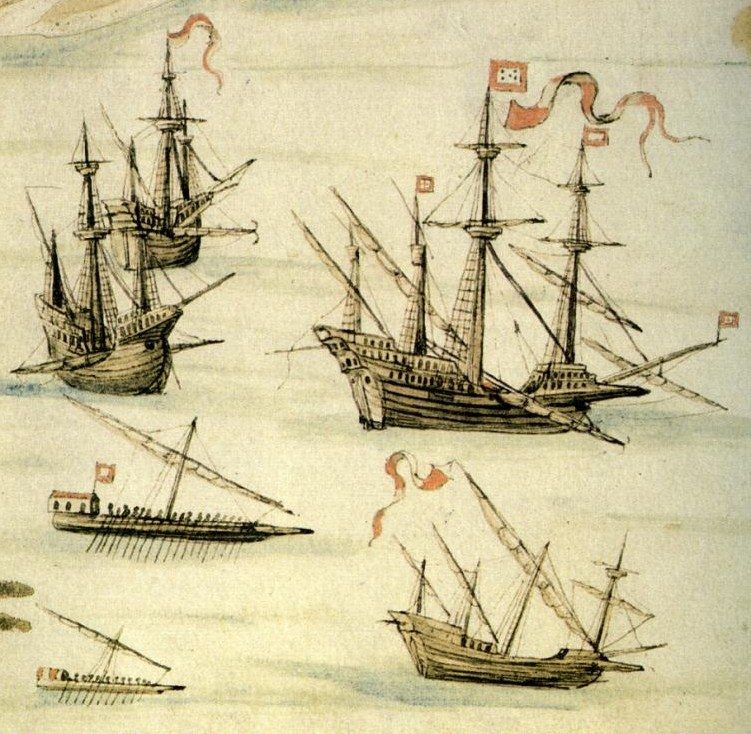
Embarcações portuguesas utilizadas no Oceano Índico; naus, galeões, caravelas redondas e navios a remos de vários tamanhos

Os turcos navegavam em coluna perto da costa e, assim que avistaram a frota portuguesa, tentaram contorná-la pelo norte. A fim de permitir que os galeões e as caravelas disparassem uma bordada, os portugueses formaram uma linha – táctica que de futuro se tornaria comum na guerra naval. Murat Reis provou estar à altura dos acontecimentos: não dispondo de artilharia nos costados, ele mandava que todas as suas galés virassem para estibordo ao mesmo tempo, permitindo assim que todas pudessem disparar os seus canhões montados na proa contra os portugueses, antes de retomarem o curso. Uma bala de canhão turca perfurou a nau capitânia portuguesa abaixo da linha de água; neste momento crítico, o comandante do navio realizou uma manobra arriscada: mudando de direcção, contra o vento, o galeão enclinou, elevando o buraco acima da linha da água, permitindo aos carpinteiros que reparassem o buraco a meio da batalha.
Perto do final da manhã, o vento caiu, deixando imóveis os veleiros portugueses e otomanos, mas não as galés. Tendo uma nau que não podia deixar para trás, Murat Reis aproveitou para cercar um galeão isolado, comandado por Gonçalo Pereira Marramaque. Nas seis horas que se seguiram, a tripulação do galeão resistiu a um bombardeio contínuo, que derrubou os mastros e demoliu os seus castelos de proa e ré. Não obstante, os turcos revelaram-se incapazes de afundá-lo apenas com recurso à artilharia, ou de se aproximarem para a luta corpo-a-corpo. Entretanto, as galés turcas viram-se fustigadas pelas fustas portuguesas que, sendo mais pequenas, não se lançavam à abordagem.
Assim que soprou o vento, os galeões e caravelas de guerra portugueses mais uma vez retomaram a sua marcha na direcção das galés turcas e Murat Reis abandonou por fim o combate, dando meia-volta na direcção de Baçorá, ao longo da costa persa.

## Consequências
Subindo a bordo do avariado galeão, D. Diogo de Noronha elogiou a sua tripulação pela brava resistência – felicitando os oficiais no fim, declarando que não tinham senão cumprido o seu dever tal e qual se esparava da nobreza.
O galeão de Gonçalo Pereira Marramaque foi rebocado de volta a Ormuz por alguns navios a remos, ao passo que D. Diogo de Noronha partiu em perseguição das galés turcas. Como o vento estava fraco, Murat Reis logrou chegar a Baçorá são e salvo em sete dias, e D. Diogo também voltou para Ormuz e dalí para Goa, tendo deixado para trás apenas algumas embarcações a vigiar a foz do Shatt al Arab.
Após este revés, Murat Reis viu-se demitido do seu posto, e substituído no cargo por Seydi Ali Reis, que também tentaria uma incursão pelo Golfo Pérsico no ano seguinte.